# Amtsgericht Plön

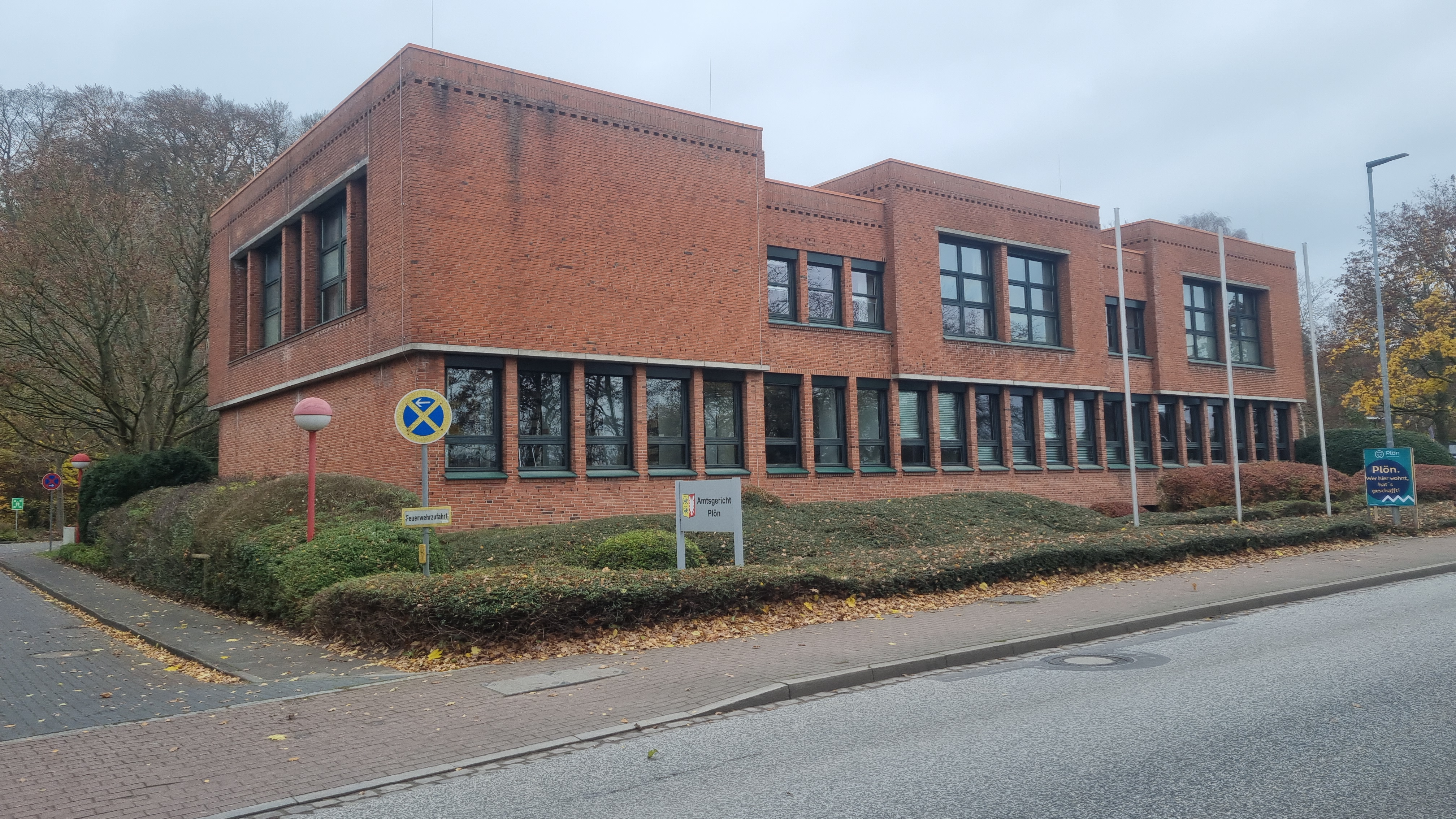
Gebäude des Amtsgerichts Plön

Das Amtsgericht Plön ist ein deutsches Gericht der ordentlichen Gerichtsbarkeit. Es ist eines von sieben Amtsgerichten im Bezirk des Landgerichts Kiel und eines von 22 Amtsgerichten des Bundeslandes Schleswig-Holstein.

## Gerichtssitz und -bezirk

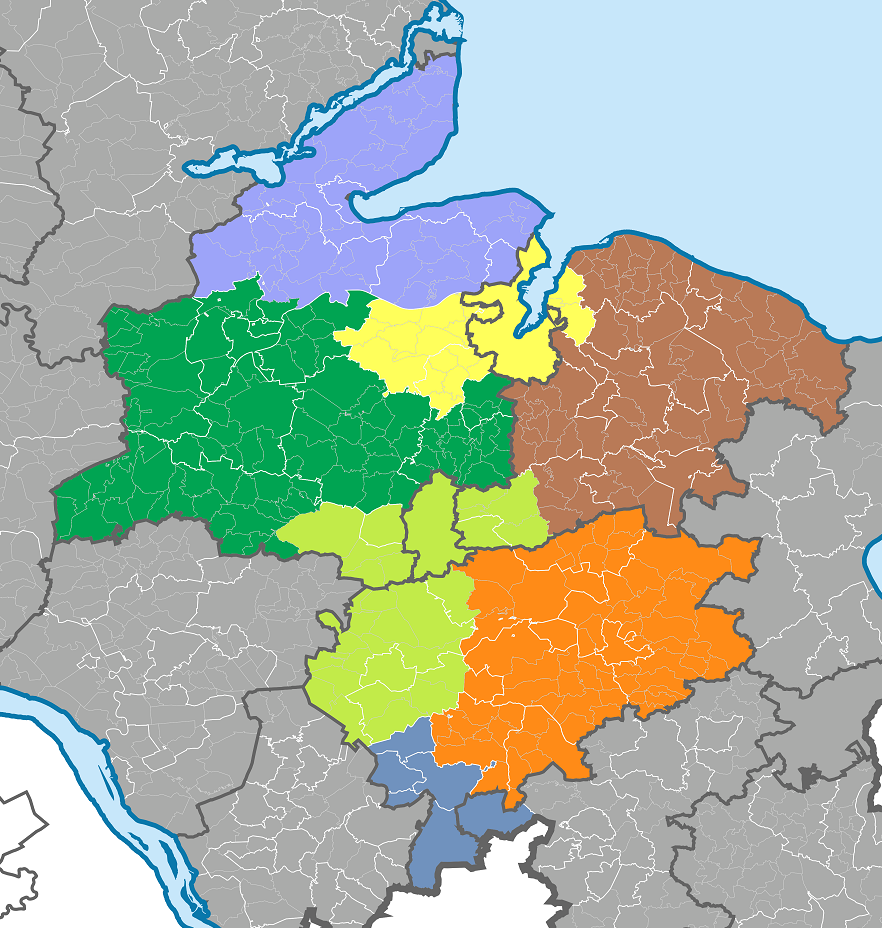
Gerichtsbezirke der dem LG Kiel nachgeordneten Amtsgerichte
AG Eckernförde
AG Rendsburg
AG Kiel
AG Plön
AG Neumünster
AG Bad Segeberg
AG Norderstedt

Das Gericht hat seinen Sitz in der Stadt Plön.
Der Gerichtsbezirk umfasst das Gebiet der folgenden Städte und Gemeinden.
- Ascheberg (Holstein)
- Barmissen
- Barsbek
- Behrensdorf
- Belau
- Bendfeld
- Blekendorf
- Bösdorf
- Boksee
- Bothkamp
- Brodersdorf
- Dannau
- Dersau
- Dobersdorf
- Dörnick
- Fahren
- Fargau-Pratjau
- Fiefbergen
- Giekau
- Grebin
- Großbarkau
- Helmstorf
- Högsdorf
- Höhndorf
- Hohenfelde (Kreis Ostholstein)
- Hohwacht
- Honigsee
- Kalübbe
- Kirchbarkau
- Kirchnüchel
- Klamp
- Klein Barkau
- Kletkamp
- Köhn
- Krokau
- Krummbek
- Kühren
- Laboe
- Lammershagen
- Lebrade
- Lehmkuhlen
- Löptin
- Lütjenburg
- Lutterbek
- Martensrade
- Mucheln
- Nehmten
- Nettelsee
- Panker
- Passade
- Plön
- Pohnsdorf
- Postfeld
- Prasdorf
- Preetz
- Probsteierhagen
- Rantzau
- Rastorf
- Rathjensdorf
- Ruhwinkel
- Schellhorn
- Schlesen
- Schönberg (Holstein)
- Schwartbuck
- Schwentinental
- Selent
- Stakendorf
- Stein
- Stolpe
- Stoltenberg
- Tröndel
- Wahlstorf
- Wankendorf
- Warnau
- Wendtorf
- Wisch
- Wittmoldt

## Geschichte
Mit der Annexion Schleswig-Holsteins wurden 1867 in der nunmehr preußischen Provinz fünf Kreisgerichte und das übergeordnete Appellationsgericht Kiel eingerichtet. Als Eingangsgerichte wurden Amtsgerichte geschaffen, darunter das Amtsgericht Plön als eines von 16 Amtsgerichten des Kreisgerichts Kiel. Den Gerichtssprengel bildete die Stadt Plön, das Amt Plön (ohne die nach Bornhöved eingepfarrten Dörfer sowie die Dörfer Travenhorst,  Nehmen und Bredenbeck) und die Güter Ascheberg, Wittmoldt, Rixdorf, Schönweide und Ranzau.
1871 wurde das Amtsgericht Bornhöved aufgehoben und sein Sprengel auf benachbarte Amtsgerichte verteilt. Bredenbeck und die Güter Nehmten und Pehmen kamen zum Amtsgericht Plön.
Mit dem Inkrafttreten des deutschen Gerichtsverfassungsgesetzes am 1. Oktober 1879 wurden reichsweit einheitlich Amts-, Land- und Oberlandesgerichte geschaffen. Das Amtsgericht Plön blieb bestehen und war nun dem Landgericht Kiel nachgeordnet.
Sein Gerichtsbezirk umfasste daraufhin den Kreis Plön ohne die Teile, die den Amtsgerichten Kiel, Lütjenburg, Preetz und Schönberg zugeordnet waren sowie den Gutsbezirk Glasau aus dem Kreis Segeberg. Am Gericht bestand 1880 eine Richterstelle. Das Amtsgericht war damit ein kleines Amtsgericht im Landgerichtsbezirk.
In den Jahren 1975 und 1976 wurden die benachbarten Amtsgerichte in Lütjenburg, Preetz, Rantzau und Schönberg (Holstein) aufgelöst und ihre Gerichtsbezirke dem Amtsgericht Plön zugeschlagen. In den 1990er Jahren war das Amtsgericht Plön Modellgericht für die IT-Lösung „MEGA“ (Mehrländer-Gerichts-Automation) im Rahmen einer Kooperation der Länder Schleswig-Holstein, Brandenburg und Thüringen.

## Gerichtsgebäude
Das Amtsgericht war zunächst im heutigen Rathaus von 1817 untergebracht, bevor Anfang der 1980er Jahre ein Neubau in der Lütjenburger Straße 48 bezogen wurde. Seit 2005 verfügt das Amtsgericht über ein Wartezimmer für Kinder.

## Übergeordnete Gerichte
Das Amtsgericht Plön ist eines von sieben Amtsgerichten im Bezirk des Landgerichts Kiel. Zuständiges Oberlandesgericht ist das Schleswig-Holsteinische Oberlandesgericht in Schleswig.

## Juristen, die am Amtsgericht Plön tätig waren
- Frieder Henf

## Bekannte Verfahren
Im Jahre 1996 legte das Amtsgericht Plön dem Bundesverfassungsgericht im Rahmen einer konkreten Normenkontrolle die Frage vor, ob das Stromeinspeisungsgesetz mit dem Grundgesetz vereinbar sei. Das Bundesverfassungsgericht sandte die Akten nach vier Jahren jedoch unbearbeitet zurück.
Am 10. Dezember 2007 entschied das Amtsgericht in einem Streit zwischen Mobilfunknutzer und Provider, dass die in der Branche übliche Androhung eines Schufa-Eintrages bei streitigen Rechnungsposten unzulässig sei. Dies leite sich aus § 1004 Abs. 1 analog, § 823 Abs. 1 BGB in Verbindung mit Art. 1, Art. 2 Abs. 1 GG her. Die Schufa-Meldung stelle mithin einen schweren Eingriff in das Persönlichkeitsrecht des Betroffenen dar und schädige ihn massiv in der Kreditwürdigkeit. Für den Fall der Zuwiderhandlung wurde dem beklagten Provider ein Bußgeld in Höhe von 250.000 € angedroht. Diese Entscheidung stellt für rechtsunkundige Nutzer eine Erleichterung dar, da Drohungen mit Schufa-Einträgen nicht mehr als Druckmittel verwendet werden können.
Im Mai 2023 sprach das Gericht den Mediziner Sucharit Bhakdi vom Vorwurf der Volksverhetzung frei.